# Frente balcánico (Primera Guerra Mundial)
En el marco de la Primera Guerra Mundial, el frente balcánico o frente de los Balcanes hace referencia a una serie de campañas militares desarrolladas en la península balcánica que enfrentaron, por el lado de las Potencias Centrales a Austria Hungría, Alemania, a Bulgaria y al Imperio otomano, contra Serbia, Montenegro, Rusia, Reino Unido, Francia, y más tarde Rumania y Grecia, por el lado de los Aliados.
La ofensiva comenzó en 1914 con tres fallidas ofensivas austrohúngaras en Serbia en 1914. Un nuevo intento un año después por parte de las fuerzas combinadas de Austria-Hungría, Alemania y Bulgaria condujo a la conquista y ocupación de Serbia y Montenegro en 1915. El ejército serbio no se rindió, se retiró por las montañas de Albania y evacuó a Corfú antes de reformarse en Salónica unos meses más tarde. En el frente de Macedonia, el ejército Real Serbio se unió al ejército Aliado de Oriente franco-británico y libró una prolongada guerra de trincheras contra las fuerzas búlgaras y alemanas. La presencia del ejército aliado en Grecia provocó el Cisma Nacional sobre si Grecia debía unirse a los Aliados o permanecer neutral, lo que beneficiaría a las Potencias Centrales. Finalmente, Grecia se unió a las Potencias Aliadas en 1917. En septiembre de 1918, la ofensiva Vardar había roto las líneas búlgaras, obligándolas a rendirse. Poco después se produjo la liberación de Serbia, Albania y Montenegro.

## Descripción general
Considerando que el detonante de la Primera Guerra Mundial es la hostilidad entre Austria-Hungría y Serbia, y que la culminación de esta fue el asesinato del archiduque Francisco Fernando en Sarajevo en junio de 1914, no es de extrañar que algunos de los primeros combates tuvieron lugar entre Serbia y Austria-Hungría. 
Si bien Austria Hungría había declarado la guerra a Serbia el 28 de julio de 1914, las hostilidades en el Frente Balcánico comienzan el 12 de agosto cuando las tropas austríacas cruzan el río Drina e invaden Serbia. Los primeros ataques austríacos fueron rechazados por los serbios, sin embargo resultarían finalmente derrotados a fines de 1915 tras la entrada de Alemania y Bulgaria en el frente, obligando al ejército serbio a replegarse en Macedonia. 
En el otoño de 1915, los aliados occidentales habían decidido ir en ayuda de los serbios, organizando una expedición franco-británica que se estableció en el puerto griego de Salónica. El plan aliado pretendía auxiliar a los serbios desde el sur, abriendo un frente en Macedonia. Dicho frente se mantuvo relativamente estable a lo largo de la guerra, desde la costa albanesa al río Estrimón en Bulgaria. En 1916 los austríacos envían 45.000 soldados a derrotar definitivamente a Montenegro, los cuales luego de encarnizados combates logran la rendición de la capital montenegrina.
En 1916 los aliados lograron convencer a Rumania de entrar en la guerra contra las Potencias Centrales, pero esta decisión resultó desastrosa para los rumanos. Poco después de la declaración de guerra, una ofensiva combinada de Alemania, Austria Hungría, Bulgaria y el Imperio Otomano conquistó dos tercios del país en una rápida campaña que finalizó en diciembre de 1916. Sin embargo, los ejércitos ruso y rumano consiguieron estabilizar el frente y mantenerlo estable en Moldavia. 
En 1917, Grecia entró en la guerra del lado aliado, y en septiembre de 1918 se produjo la gran ofensiva aliada de una fuerza multinacional acantonada en el norte de Grecia, que dio lugar a la capitulación de Bulgaria y a la liberación de Serbia, al mismo tiempo que el Imperio Otomano se rendía también frente a los aliados, que cerrarían el frente con la invasión definitiva a Austria-Hungría no mucho después.

## Campaña Serbia
El ejército serbio pudo rechazar con éxito al ejército austro-húngaro en 1914. En 1915, el Imperio Austro-Húngaro colocó soldados adicionales en el frente sur mientras lograba involucrar a Bulgaria uniéndose a las Potencias Centrales.

## Campaña Rumana
Tras unos momentos de vacilación al comienzo de la guerra cuando la opinión pública rumana exigió al gobierno entrar en la guerra del lado de la Entente mientras que el rey se decantaba por cumplir su alianza con los Imperios Centrales, el país se mantuvo neutral hasta el verano de 1916, gracias a la postura favorable a no entrar en la contienda del primer ministro Ionel Brătianu y del dirigente del principal partido opositor, Alexandru Marghiloman. Ambos contaban entre sus correligionarios con decididos partidarios de la intervención contra Austria-Hungría, deseosos de anexionarse Transilvania y Bucovina, provincias austrohúngaras con una gran población rumana.

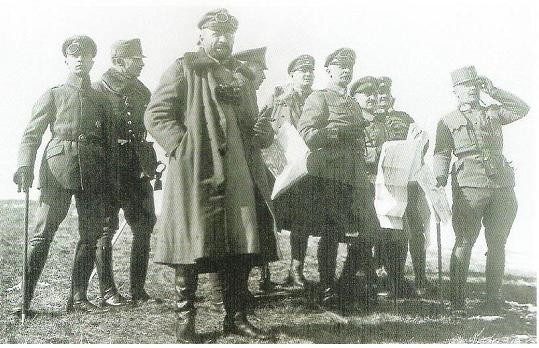
El general alemán Falkenhayn, vencedor de la campaña de 1916 que logró rechazar el avance rumano en Transilvania y ocupar Valaquia.

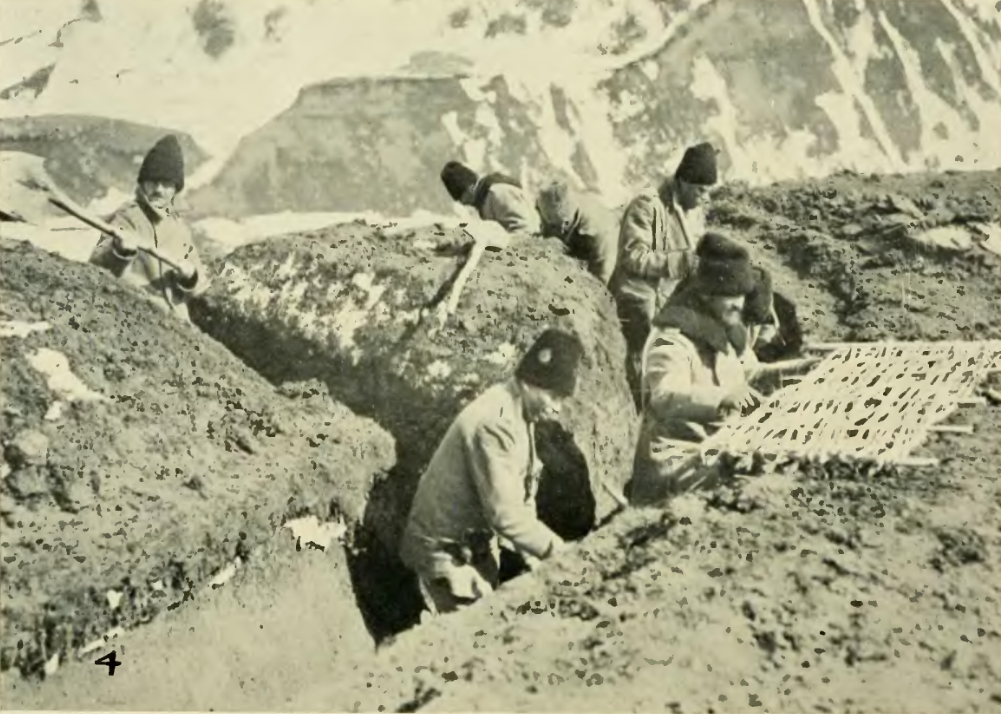
Trincheras rumanas en las montañas, en la campaña de 1917.

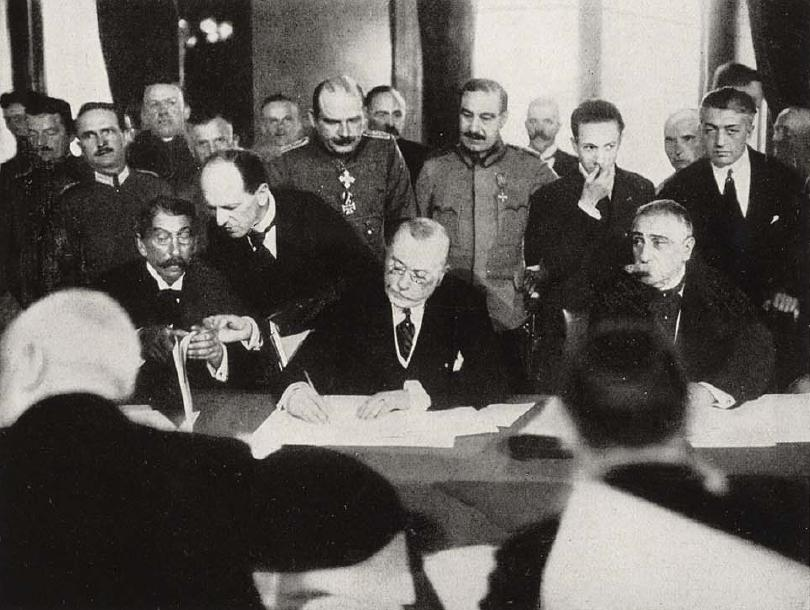
Firma del Tratado de Bucarest en mayo de 1918, que no llegó a entrar en vigor.

Mientras los Imperios Centrales tentaban al gobierno rumano con Besarabia, territorio bajo control ruso pero de mayoría rumana, la Entente veía con buenos ojos una revisión territorial en Austria-Hungría favorable a Rumanía. Una vez logrado el compromiso de la Entente y ante la posibilidad de una paz negociada que acabase con las posibilidades rumanas de ampliar su territorio, Brătianu entró en la contienda en agosto de 1916.
Mal armado y peor dirigido, el ejército rumano sufrió graves derrotas en el sur a manos de tropas germano-búlgaras dirigidas por el general August von Mackensen. Los refuerzos solicitados a Rusia no fueron concedidos en la cantidad demandada y las tropas enviadas no destacaron por su desempeño. Mientras, la Entente no atacó el sur de Bulgaria con la intensidad que habían exigido los rumanos para evitar un ataque del gobierno de Sofía, mientras el grueso del ejército rumano se dedicaba a tratar de ocupar la deseada Transilvania, prácticamente indefensa.
Tras unos primeros avances en Transilvania, estos se detuvieron por las derrotas a manos de los búlgaros, antes de establecerse un frente de más fácil defensa. Parte de las tropas de Transilvania se desviaron al sur, con resultados funestos: ni se logró detener el avance búlgaro ni se estabilizó el frente transilvano, que comenzó a retroceder una vez que refuerzos alemanes al mando de Erich von Falkenhayn llegaron a la región y comenzaron a hostigar a los ocupantes. Pronto los ejércitos rumanos hubieron de volver a su frontera y poco después Falkenhayn lograba tomar ciertos puertos de los Cárpatos y penetrar en la llanura valaca. En diciembre se evacuaba la capital y la corte y el gobierno se trasladaron a Iaşi, quedando al poco ocupada por los Imperios. Rusia se vio obligada a enviar un millón de hombres para estabilizar el frente en Moldavia, dado el estado lastimoso de los restos del ejército rumano que habían logrado escapar de la derrota.
En 1917, tras la reorganización completa del ejército a manos de una misión militar francesa al mando del general Berthelot, este y las tropas rusas destacadas fueron capaces de desbaratar los intentos de los Imperios de ocupar Moldavia en una serie de batallas. El estallido de la Revolución de febrero en Rusia y la agitación revolucionaria entre las tropas de ese país puso en riesgo nuevamente la situación del frente. Tras la Revolución de Octubre, las tropas rusas se volvieron incontrolables y varios cuerpos de ejército firmaron armisticios con el enemigo. Las negociaciones entre el nuevo gobierno soviético y los Imperios amenazó con dejar a Rumanía rodeada de enemigos. Una vez formada la paz de Brest-Litovsk, el gobierno rumano decidió solicitar el armisticio, con el respaldo de los embajadores de la Entente.
En mayo de 1918 se firmaba la paz con los Imperios Centrales. El nuevo gobierno rumano de Marghiloman trató de lograr concesiones, que se obtuvieron en parte por el interés alemán de mantener la tranquilidad en el país, poder desplazar el grueso de las tropas al frente francés y comenzar rápidamente la explotación de la nación, cosa que pensaban sólo Marghiloman podría lograr. El rey, con el apoyo de Marghiloman, se negó a firmar el tratado de paz, que no entró así en vigor para cuando, retrocediendo en el frente francés en octubre de 1918 y hundido el frente macedonio en septiembre, Rumanía decidió volver a entrar en guerra contra los Imperios ante las claras dificultades de estos, para poder reclamar los cambios territoriales que se le habían prometido antes de participar en la guerra. Un día más tarde Alemania reclamaba el armisticio.
Mientras, Rumanía había logrado ocupar y anexionarse la Besarabia durante los momentos de inestabilidad tras el estallido de la revolución bolchevique en Rusia,  a pesar de haberse comprometido a evacuarla en negociaciones con los bolcheviques.

## Campaña Búlgara
Después de las guerras balcánicas la opinión general de los búlgaros se volvieron en contra de Rusia y de las potencias aliadas, de quienes el gobierno búlgaro se sintió traicionado por no ayudarles en la contienda. Este se alineó en el bloque de las Potencias Centrales, junto a Austria y Alemania, aunque esto les supuso la alianza con el imperio otomano, tradicional enemigo de Bulgaria. Pero Bulgaria ya no tenía ningunas pretensiones en contra de los otomanos, mientras que Grecia, Serbia y Rumanía (aliadas a Francia y Reino Unido) ocupaban tierras ambicionadas por los búlgaros. Bulgaria, aún recuperándose de las guerras balcánicas, permanecieron fuera de la contienda durante el primer año de la guerra, pero cuando Alemania le prometió restaurar las fronteras del Tratado de San Stefano, Bulgaria, que poseía el ejército más grande de los Balcanes, declaró la guerra a Serbia en octubre de 1915. Inmediatamente Gran Bretaña, Francia e Italia hicieron lo propio con Bulgaria.
Aunque Bulgaria, aliada con Alemania, Austria-Hungría y los otomanos, logró algunas victorias contra Serbia y Rumanía, ocupando la mayor parte de Serbia meridional (tomando Skopie en octubre), avanzando en la Macedonia griega y tomando Dobrudja a los rumanos en septiembre de 1916, la guerra pronto se hizo impopular en la mayor parte del país, que sufrieron grandes dificultades económicas. La Revolución rusa de febrero de 1917 tuvo un gran efecto en Bulgaria, extendiendo el sentimiento pacifista y antimonárquico entre las tropas y en las ciudades.
En septiembre de 1918, serbios, británicos, franceses, italianos y griegos se abrieron camino en el frente macedonio, pero fueron parados en Dojran y no tuvieron éxito en ocupar las tierras búlgaras. El zar Fernando I se vio forzado a pedir la paz. Para escapar de los revolucionarios, Fernando abdicó a favor de su hijo, Boris III. Los revolucionario fueron finalmente reprimidos, y el ejército disuelto. Con el Tratado de Neuilly (en noviembre de 1918), Bulgaria perdió su salida al Mar Egeo a favor de las principales potencias aliadas (y transferidas más tarde a Grecia) y casi todo su territorio macedonio al nuevo estado de Yugoslavia, así como Dobrudja a Rumanía.

## Campaña de Italia
[File:Vlora zur Zeit der italienischen Besatzung 1916-1920.jpg|left|thumb|250px|Soldados italianos en Vlorë, Albania durante la Primera Guerra Mundial. La bandera de Italia tricolor, con el escudo real de la Saboya, aparece colgada junto a una bandera de Albania desde el balcón del cuartel general de la prefectura italiana.]]
Antes de la intervención directa en la guerra, Italia había ocupado el puerto de Vlorë en Albania en diciembre de 1914. Al entrar en guerra, Italia extendió su ocupación a la región del sur de Albania a partir del otoño de 1916. Las fuerzas italianas reclutaron en 1916 a irregulares albaneses para que sirvieran a su lado. Italia, con el permiso del mando aliado, ocupó Epiro del Norte el 23 de agosto de 1916, obligando al ejército griego a retirar sus fuerzas de ocupación en la zona.
En junio de 1917, Italia proclamó el centro y el sur de Albania protectorado de Italia. El norte de Albania fue asignado a los estados de Serbia y Montenegro. Para el 31 de octubre de 1918, las fuerzas francesas e italianas habían expulsado a los militares austrohúngaros de Albania.
Dalmacia era una región estratégica durante la Primera Guerra Mundial que Italia y Serbia pretendían arrebatar a Austria-Hungría. Italia se unió a los Aliados en 1915 al acordar el Pacto de Londres, que le garantizaba el derecho a anexionarse una gran parte de Dalmacia a cambio de la participación de Italia en el bando aliado. Entre el 5 y el 6 de noviembre de 1918, las fuerzas italianas alcanzaron Lissa, Lagosta, Sebenico y otras localidades de la costa dálmata.
Al final de las hostilidades, en noviembre de 1918, los militares italianos se habían hecho con el control de toda la porción de Dalmacia que el Pacto de Londres había garantizado a Italia y el día 17 habían capturado también Fiume. En 1918, el almirante Enrico Millo se declaró gobernador de Dalmacia por Italia. El famoso nacionalista Gabriele d'Annunzio apoyó la toma de Dalmacia y se dirigió a Zadar en un buque de guerra italiano en diciembre de 1918.

## Frente Macedonio
En 1915, los austríacos lograron el apoyo militar de Alemania y, mediante la diplomacia, la alianza con Bulgaria. Las fuerzas serbias fueron atacadas desde el norte y el sur, viéndose obligadas a retirarse. Se llevó a cabo una retirada hábilmente organizada, y el ejército serbio permaneció operativo, aunque dependiendo de Grecia. El frente se estabilizó finalmente cerca de la frontera griega, gracias a la intervención de fuerzas británicas, francesas e italianas, que habían aterrizado en Salónica. Los generales alemanes no permitieron que las tropas búlgaras avanzaran hacia Salónica, pues aún confiaban en poder convencer a los griegos para que se unieran a las potencias Centrales. Tres años después, en 1918, este error resultó fatal.
En 1918, después de fortalecerse, el ejército aliado formado por tropas francesas, británicas, serbias y griegas y dirigido por el enérgico general francés Louis Franchet d'Espèrey, lanzaron una ofensiva desde Grecia. Sus victorias iniciales convencieron al gobierno búlgaro de pedir la paz (29 de septiembre de 1918). Aprovechando la neutralización de Bulgaria, lanzaron una ofensiva las fuerzas francesas y serbias hacia el norte, derrotando a la contraofensiva austro-alemana. Hacia octubre de 1918, ya habían reconquistado Serbia, y se preparaban para invadir Hungría. La ofensiva únicamente se detuvo por la rendición húngara en noviembre de 1918.

## Resultados
Franceses y británicos mantuvieron seis divisiones cada uno en la frontera griega desde 1916 hasta finales de 1918. Franceses y británicos fueron a Grecia para ayudar a Serbia, pero con la conquista de Serbia en el otoño de 1915, su presencia continuada allí no surtió efecto, por lo que reubicaron sus fuerzas en el Frente Occidental. 
A mediados de 1918, dirigidas por el general Franchet d'Esperey, esas fuerzas se sumaron para llevar a cabo una gran ofensiva en el flanco sur de las Potencias Centrales (8 división francesa, 6 división británica, 1 división italiana, 12 división serbia). Tras la exitosa ofensiva lanzada el 10 de septiembre de 1918, liberaron Belgrado, obligando a Bulgaria a un armisticio el 29 de septiembre, amenazando a Austria-Hungría (que aceptó un armisticio el 4 de noviembre de 1918) y a la dirección política alemana.
El historiador John Keegan sostuvo que "la instalación de un gobierno violentamente nacionalista y antiturco en Atenas condujo a la movilización griega en la causa de la "Gran Idea" - la recuperación del Imperio griego en el este-, lo que complicaría el esfuerzo aliado por restablecer la paz en Europa durante años después de terminada la guerra."